# المجلس الطبي الفلسطيني
المجلس الطبي الفلسطيني هو هيئة علمية مستقلة فلسطينية تأسست عام 1996 لتدريب وتخريج الأطباء الاختصاصيين والعامين بكفاءة مهنية وعلمية عالية.

## التاريخ
في 24 فبراير 1996، تأسس المجلس الطبي الفلسطيني بموجب موافقة رئاسية ومقره القدس الشريف، وباشر أعماله في عام 1998. في الفترة 1999-2001، بدأ المجلس بإجراء الامتحانات لأطباء الامتياز، وأنجز من خلاله لجانه عملية واسعة لتنظيم أوضاع الأطباء. بدأ العمل في إعداد قانون للمجلس الطبي الفلسطيني عام 2005، وأقره المجلس التشريعي الفلسطيني في جلسته في 16 يناير 2006 وتمت المصادقة عليه لاحقًا في 20 يناير 2006 من رئيس السلطة الوطنية الفلسطينية.

## هيئة المجلس الطبي
تتكون الهيئة من 17 عضوًا وهم:
| اسم الطبيب            | الصفة                                            |
| د. مي كيلة            | وزير الصحة – رئيس المجلس                         |
| د. محمد لؤي المبيض    | رئيس اللجنة العلمية العليا                       |
| أ.د. هاني عابدين      | عميد كلية الطب – جامعة القدس                     |
| د. خليل عيسى          | عميد كلية الطب – جامعة النجاح الوطنية            |
| د. محمد أبو يونس      | عميد كلية طب الأسنان – جامعة القدس               |
| د. شكري كلاب          | عميد كلية طب الأسنان – الجامعة العربية الأمريكية |
| اللواء د. ميسون البنا | مدير الخدمات الطبية العسكرية الفلسطينية          |
| د. شوقي صبحة          | نقيب الأطباء البشريين                            |
| د. إسماعيل ملحم       | نقيب أطباء الأسنان                               |
| د. سليمان برقاوي      | كفاءة - طب بشري                                  |
| د. عبير سرطاوي        | كفاءة - طب بشري                                  |
| د. بسام أبو لبدة      | كفاءة - طب بشري                                  |
| د.يحيى شاور           | كفاءة - طب بشري                                  |
| د. يونس الخطيب        | رئيس جمعية الهلال الأحمر الفلسطيني               |
| د. هشام زيدان         | كفاءة - طب أسنان                                 |
| د. أحمد رحال          | كفاءة - طب أسنان                                 |
| د. الهام الخطيب       | كفاءة - طب أسنان                                 |

## الأهداف
يهدف المجلس الطبي الفلسطيني إلى تخريج أطباء اختصاصيين بكفاءة مهنية وعلمية عالية، والعمل على تحسين الخدمات الصحية في فلسطين بواسطة رفع المستوى العلمي والعملي للأطباء، ووضع مواصفات التدريب المعترف به لإعداد الاختصاصيين في فروع الطب المختلفة، ووضع أسس تقييم المستوى العلمي والفني والمهني للأطباء الذين سيمارسون هذه الاختصاصات بعد إنهاء فترة التدريب المعترف بها وفق المعايير العالمي بالإضافة إلى تحقيق أكبر قدر ممكن من التكامل والتعاون في مجال التدريب، بين المجلس العربي للاختصاصات الصحية وبين المجالس والهيئات الوطنية للاختصاص.